# Saint Louis Symphony
La Saint Louis Symphony è un'orchestra sinfonica americana con sede a Saint Louis, Missouri. Fondata nel 1880 da Joseph Otten come la St. Louis Choral Society, la Saint Louis Symphony è la seconda più antica orchestra sinfonica degli Stati Uniti, preceduta solo dalla New York Philharmonic. La sua principale sede di concerti è la Powell Symphony Hall.

## Storia
La St. Louis Choral Society si esibisce presso l'auditorium della biblioteca Mercantile Locust e Broadway di St. Louis nel centro di St. Louis. Durante la stagione 1881/82 al coro di 80 membri fu aggiunta un'orchestra di 31 membri. Una Unione Musicale ormai cessata entrò nel gruppo. Nel 1893 la St. Louis Choral-Symphony era stata ufficialmente costituita. Rimase in gran parte una organizzazione corale fino ai suoi spettacoli alla Fiera Mondiale del 1904 sotto Alfred Ernst, quando si espanse ad un coro di 200 membri e un'orchestra di 55. Sotto il mandato di Max Zach (1907-1921), cambiò il suo nome in Saint Louis Symphony Orchestra.
Prima di passare alla sua sede attuale a Powell Hall, la SLSO si esibì per molti anni presso il Teatro dell'Opera di Kiel. L'orchestra tenuto concerti regolarmente alla Carnegie Hall ed ha fatto tour all'estero in Europa e in Giappone. La Saint Louis Symphony ha registrato per le etichette Columbia, RCA Victor, Red Seal, Telarc, Vox/Turnabout, Angel EMI, e Nonesuch. Ha anche pubblicato registrazioni di CD con la propria etichetta, Arch Media ed ha ricevuto sette Grammy Awards e 58 nomination. Per il Teatro dell'Opera di Saint Louis, la Saint Louis Symphony è stata l'orchestra residente dal 1978, divisa in due formazioni ed ognuna mette in scena due delle opere nella stagione.
L'orchestra ha un vasto programma di educazione e sensibilizzazione della comunità, conosciuto come il Community Partnership Program. I musicisti della SLSO danno diverse centinaia di spettacoli gratuiti all'anno di musica da camera nelle scuole, chiese e altri luoghi, come i centri sociali. L'orchestra ha un accordo con IN UNISON, un'associazione di 36 chiese locali afro-americane. Il coro IN UNISON, derivante dalle chiese IN UNISON e da quelle residenti nell'area, si esibisce sia con l'orchestra, che con i suoi propri programmi. Associatio con l'orchestra è anche il Saint Louis Symphony Chorus, che fu fondato nel 1977. Il suo primo direttore fu Thomas Peck; per gli ultimi 20 anni, è stato diretto da Amy Kaiser. La STL Symphony Youth Orchestra è stata fondata nel 1970 da Leonard Slatkin.
Il prestigio nazionale della Saint Louis Symphony è cresciuto sempre più durante la direzione musicale di Leonard Slatkin, dal 1979 al 1996. Durante il suo mandato, l'orchestra ha fatto numerose registrazioni per la EMI e le etichette RCA Victor e ha fatto un tour per l'Europa e l'Estremo Oriente, nonché concerti alla Carnegie Hall. Tuttavia questa crescita in prestigio non è stata accompagnata da una stabilizzazione finanziaria a lungo termine. Nel 2000 la dotazione della SLSO era pari a 28 milioni di US $. Nel 2000 il direttore esecutivo e presidente della SLSO del momento, Don Roth, si era assicurato US $ 40 milioni di sovvenzione della famiglia Taylor (proprietari della società privata Enterprise Rent-A-Car) per aiutare la situazione monetaria dell'organizzazione. Tuttavia, nello stesso anno, egli rivelò la situazione dei gravi problemi finanziari delle finanze della Saint Louis Symphony, che quasi portarono al fallimento dell'orchestra nel 2001. Roth si dimise nel luglio 2001 e gli successe Randy Adams, un funzionario in pensione della banca di Saint Louis. Adams intraprese notevoli sforzi di raccolta di fondi negli anni successivi, cercando di allargare la dotazione del SLSO nel tentativo. Come parte dei tagli di bilancio e delle misure di risparmio siu costi, i musicisti hanno deciso tagli salariali in quel periodo ed anche una riduzione del loro contratto di 52 settimane a 42 settimane.
Dopo la partenza di Hans Vonk come direttore musicale dopo la stagione 2001/02, Itzhak Perlman prestò servizio come consulente musicale per l'orchestra dal 2002 al 2004. Nel dicembre 2003, David Robertson fu indicato come il prossimo direttore musicale dell'orchestra, attivo dalla stagione 2005/06. Nel gennaio 2005 una controversia di lavoro portò ad una cancellazione dei concerti per due mesi. Prima che i musicisti avessero avuto la possibilità di votare i termini del nuovo contratto, la gestione cambiò le serrature della Powell Hall, senza avvisare i musicisti, questo di fatto "Tagliò fuori" i musicisti. I provini furono cancellati ed anche l'assicurazione sanitaria dei musicisti fu annullata senza preavviso.
Dopo due mesi di contenzioso e negoziati improduttivi, i musicisti decisero una riduzione di dieci settimane dalla stagione di 52 settimane e la riduzione dei salari del 30%. Mentre i musicisti si consideravano bloccati, la direzione considerò questa azione come uno sciopero illegale, dal momento che l'avvocato dei giocatori, Leonard Leibowitz, li aveva sconsigliati di presentare alcuni documenti, come richiesto dalla legge; il National Labor Relations Board concordò con la direzione. Al ritorno sul palco, i musicisti emanarono un "voto di sfiducia" verso il direttore esecutivo Randy Adams. Un comune accordo fu poi raggiunto in base al quale entrambe le parti convennero di fare riferimento al periodo di otto settimane come un "arresto del lavoro" e il "voto di sfiducia" fu annullato. Nel marzo 2005, i musicisti e Adams accettarono un nuovo contratto.
Dal settembre 2005 il direttore d'orchestra americano David Robertson è il direttore musicale dell'orchestra. Nel 2013 il contratto di Robertson fu esteso fino alla stagione 2015/16. Il suo prolungamento del contratto più recente, annunciato nel marzo 2014, è fino alla stagione 2017/18.
La carica di Direttore Residente (ex Assistant Conductor), che funge anche da direttore musicale della Saint Louis Symphony Youth Orchestra, è attualmente detenuto da Gemma New. Assistenti direttori del passato della Saint Louis Symphony Orchestra sono stati Slatkin, Gerhardt Zimmermann, David Loebel, David Amado, Scott Parkman, Ward Stare e Steven Jarvi.
Nel febbraio 2007 la Saint Louis Symphony ha annunciato le dimissioni di Adams dalle posizioni di presidente e direttore esecutivo, a partire dal giugno 2007 e nel dicembre 2007 nominò Fred Bronstein come nuovo presidente dell'orchestra e direttore esecutivo. Bronstein ha assunto la carica nel marzo 2008. Di fronte al calo delle vendite dei biglietti e al deficit, Bronstein ha immediatamente lanciato un nuovo piano di entrate aggressivo con l'incremento del pubblico come fulcro delle sue azioni. Bronstein prese anche misure per ampliare e diversificare la programmazione dell'orchestra attraverso serie di programmi rivolti al popolo, come "Live at Powell Hall". Dal 2008, grazie alle nuove strategie di programmazione e di marketing, i ricavi da biglietteria sono cresciuti del 39% nel corso dell'anno fiscale 2012, i più alti ricavi in più di un decennio, mentre i posti venduti sono cresciuti del 16% e più di 31.000 nuove persone sono state aggiunte alla base dei clienti, invertendo cinque anni di declino. Per merito di queste iniziative di successo per lo sviluppo del pubblico al centro del piano, nonché gli altri progressi delle entrate e la rigorosa gestione delle spese, il disavanzo strutturale (le cui lacune furono finanziate dai contributi aggiuntivi) è diminuito del 18% da $ 3,4 milioni nel 2007 a $ 2,8 milioni nel 2011 , diminuendo fino a $ 2.62m nel 2010.
Un processo di rebranding è stato intrapreso nel 2010, con l'adozione di un nuovo logo e un nuovo look, cambiando il nome da Saint Louis Symphony Orchestra (SLSO) a Saint Louis Symphony. La mossa non fu accolta con l'approvazione universale e molti, compresi i membri dei mezzi di informazione locali, si dimostrarono resistenti al cambiamento su base commerciale. Dopo la caduta del 2010, dopo la vendita della stazione radio classica Saint Louis KFUO, la Saint Louis Symphony ha collaborato con la Saint Louis Public Radio per trasmettere i suoi concerti in abbonamento dal vivo ogni Sabato sera durante la stagione regolare.
Bronstein ha lasciato la SLSO per dirigere il Conservatorio Peabody nella primavera del 2014. Nel febbraio 2015 la SLSO designò Marie-Hélène Bernard, l'allora presidente della Handel e Haydn Society, come suo nuovo presidente e amministratore delegato. Ha iniziato il suo nuovo lavoro il 1º luglio 2015.

## Direttori musicali
| Nominativo            | Anno di inizio | Anno finale |
| --------------------- | -------------- | ----------- |
| Joseph Otten          | 1880           | 1894        |
| Alfred Ernst          | 1894           | 1907        |
| Max Zach              | 1907           | 1921        |
| Rudolph Ganz          | 1921           | 1927        |
| Vladimir Golschmann   | 1931           | 1958        |
| Edouard van Remoortel | 1958           | 1962        |
| Eleazar de Carvalho   | 1963           | 1968        |
| Walter Susskind       | 1968           | 1975        |
| Jerzy Semkow          | 1975           | 1979        |
| Leonard Slatkin       | 1979           | 1996        |
| Hans Vonk             | 1996           | 2002        |
| David Robertson       | 2005           | presente    |